# Transmission (sång)
Transmission är en låt av den brittiska postpunk-gruppen Joy Division. Den utgavs 1979 av Factory Records som gruppens debutsingel. 1980 blev den återutgiven som 12"-singel med ett annat omslag.
År 2007 rankade musiktidningen NME Transmission på 20:e plats på sin lista The Greatest Indie Anthems Ever.

## Utgåvor
7" Factory Records FAC 13
1. "Transmission" – 3:36
2. "Novelty" – 3:59

12" Factory Records FAC 13.12
1. "Transmission" – 3:36
2. "Novelty" – 3:59